# Oxylamia feai
Oxylamia feai là một loài bọ cánh cứng trong họ Cerambycidae.